# Asociația Poloneză de Fotbal
Asociația Poloneză de Fotbal (în poloneză Polski Związek Piłki Nożnej; acronim PZPN) este forul conducător al fotbalului în Polonia. A fost fondată în 1919 și se ocupă cu organizarea fotbalului polonez: prima ligă Ekstraklasa, Cupa Poloniei, Supercupa Poloniei și echipa națională de fotbal a Poloniei. Sediul central este în Varșovia.